# Вращательная спектроскопия

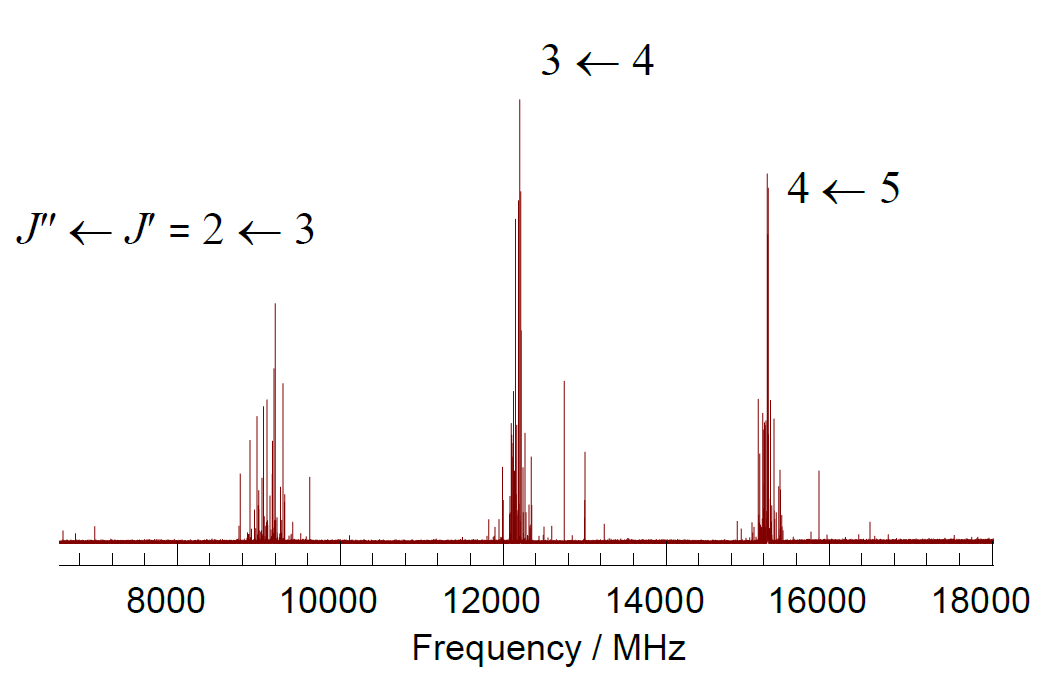
Вращательный спектр трифторйодметана, CF_{3}I, в диапазоне частот от 6 до 18 ГГц. На измерение спектра ушла пара часов при использовании микроволнового Фурье спектрометра с ЛЧМ-импульсом. Вращательные переходы участвующие в переходе помечены. Каждый вращательный переход дополнительно расщеплён на линии по причине ядерного квадрупольного взаимодействия с ядром ^{127}I.

Вращательная спектроскопия — вид микроволновой спектроскопии. С помощью измерения поглощения или излучения света молекулами выявляются изменения в их вращательной энергии. Микроволновые частоты используются как во вращательной спектроскопии, так и в микроволновой спектроскопии, однако эти два метода различаются. В самых ранних экспериментах микроволновая спектроскопия использовалась для измерения колебательного спектра аммиака. При вращательной спектроскопии вращательные степени свободы взаимодействуют с колебательными и электронными, приводя к новым электронным переходам.
Вращательная спектроскопия применима только для газов, где можно отличить переходы между отдельными квантовыми состояниями, известными как вращательные уровни энергии. Вращательные спектры наблюдаются для молекул, которые имеют постоянный электрический дипольный момент. Электрическое поле излучения оказывает вращательный момент на молекулу через взаимодействие с её дипольным моментом, заставляя молекулу вращаться быстрее (при возбуждении) или медленнее (при релаксации). Гомоядерные двухатомные молекулы, такие как молекулярный кислород (O2), водород (H2) и т. д., не имеют дипольного момента и, следовательно, не имеют чисто вращательного спектра. В редких случаях эффект центробежной силы позволяет наблюдать переходы в молекулах, которые не имеют постоянного электрического дипольного момента. Кроме того, электронные возбуждения могут иногда привести к асимметричным распределениям заряда и появлению дипольного момента.
Среди двухатомных молекул окись углерода (CO) имеет один из самых простых вращательных спектров. Что касается трёхатомных молекул, то цианид водорода (HC≡N) имеет простой вращательный спектр для линейной молекулы, и аналогично изоцианид водорода (HN=C:) — для нелинейной молекулы. Трудности, связанные с интерпретацией вращательных спектров, увеличиваются с размером и конформационной гибкостью молекул.